# صدف بزرگ ساحلی
صدف بزرگ ساحلی (نام علمی: Mactra corallina) نام یک گونه از راسته صدف‌های سفت‌پوسته است.